# Tour de Catalogne 2003
Le Tour de Catalogne 2003 est la 83e édition du Tour de Catalogne, une course cycliste par étapes en Espagne. L’épreuve se déroule sur 7 étapes du 16 au 22 juin 2003 sur un total de 883,9 km. Le vainqueur final est l'Espagnol José Antonio Pecharromán de l’équipe Paternina-Costa Almeria, devant Roberto Heras et Koldo Gil.

## Étapes
| Étape | Date    | Parcours                                     | km    | Vainqueur d’étape              | Leader du classement général   |
| ----- | ------- | -------------------------------------------- | ----- | ------------------------------ | ------------------------------ |
| 1     | 16 juin | Salou – Vila-seca (clm/éq)                   | 22,9  | ONCE-Eroski (ESP)              | Xavier Florencio (ESP)         |
| 2     | 17 juin | Móra d'Ebre – El Morell                      | 183,6 | Bram de Groot (NED)            | Ángel Vicioso (ESP)            |
| 3     | 18 juin | La Pobla de Mafumet – Cortals d'Encamp (AND) | 216,6 | Aitor Kintana (ESP)            | Roberto Heras (ESP)            |
| 4     | 19 juin | Andorre-la-Vieille (AND) - Llívia            | 157,4 | Jesús María Manzano (ESP)      | Roberto Heras (ESP)            |
| 5     | 20 juin | Llívia – Manresa                             | 166,3 | Óscar Freire (ESP)             | Roberto Heras (ESP)            |
| 6     | 21 juin | Molins de Rei – Vallvidrera (clm)            | 13,1  | José Antonio Pecharromán (ESP) | José Antonio Pecharromán (ESP) |
| 7     | 22 juin | Sant Joan Despí – Barcelone                  | 128,0 | Ángel Vicioso (ESP)            | José Antonio Pecharromán (ESP) |

### 1reétape
16-06-2003: Salou-Vila-seca, 22,9 km (clm/éq):
|   | Équipe                   | Pays       | Temps       |
| - | ------------------------ | ---------- | ----------- |
| 1 | ONCE-Eroski              | Espagne    | 25 min 32 s |
| 2 | US Postal by Berry Floor | États-Unis | + 3 s       |
| 3 | Rabobank                 | Pays-Bas   | + 13 s      |

|   | Cycliste                | Équipe      | Temps       |
| - | ----------------------- | ----------- | ----------- |
| 1 | Xavier Florencio (ESP)  | ONCE-Eroski | 25 min 32 s |
| 2 | Joaquim Rodríguez (ESP) | ONCE-Eroski | m. t.       |
| 3 | Ángel Vicioso (ESP)     | ONCE-Eroski | m. t.       |

### 2eétape
17-06-2003: Móra d'Ebre-El Morell, 183,6 km :
|   | Cycliste              | Équipe                   | Temps           |
| - | --------------------- | ------------------------ | --------------- |
| 1 | Bram de Groot (NED)   | Rabobank                 | 4 h 21 min 25 s |
| 2 | Ángel Vicioso (ESP)   | ONCE-Eroski              | + 1 s           |
| 3 | George Hincapie (USA) | US Postal by Berry Floor | + 1 s           |

|   | Cycliste               | Équipe                   | Temps           |
| - | ---------------------- | ------------------------ | --------------- |
| 1 | Ángel Vicioso (ESP)    | ONCE-Eroski              | 4 h 46 min 52 s |
| 2 | George Hincapie (USA)  | US Postal by Berry Floor | + 5 s           |
| 3 | Xavier Florencio (ESP) | ONCE-Eroski              | + 6 s           |

### 3eétape
18-06-2003: La Pobla de Mafumet-Cortals d'Encamp, 216,6 km :
|   | Cycliste                       | Équipe                  | Temps           |
| - | ------------------------------ | ----------------------- | --------------- |
| 1 | Aitor Kintana (ESP)            | Labarca 2-Café Baqué    | 5 h 50 min 48 s |
| 2 | Michael Rasmussen (DEN)        | Rabobank                | + 2 min 00 s    |
| 3 | José Antonio Pecharromán (ESP) | Paternina-Costa Almeria | + 2 min 09 s    |

|   | Cycliste                       | Équipe                    | Temps            |
| - | ------------------------------ | ------------------------- | ---------------- |
| 1 | Roberto Heras (ESP)            | US Postal by Berry Floor  | 10 h 40 min 31 s |
| 2 | José Antonio Pecharromán (ESP) | Paternina-Costa Almeria   | + 9 s            |
| 3 | Santiago Blanco (ESP)          | Colchón Relax-Fuenlabrada | + 1 min 58 s     |

### 4eétape
19-06-2003: Andorre-la-Vieille-Llívia, 157,4 km :
|   | Cycliste                  | Équipe             | Temps           |
| - | ------------------------- | ------------------ | --------------- |
| 1 | Jesús María Manzano (ESP) | Kelme-Costa Blanca | 4 h 17 min 55 s |
| 2 | René Haselbacher (AUT)    | Team Gerolsteiner  | + 12 s          |
| 3 | Matthias Kessler (GER)    | Team Telekom       | + 12 s          |

|   | Cycliste                       | Équipe                    | Temps            |
| - | ------------------------------ | ------------------------- | ---------------- |
| 1 | Roberto Heras (ESP)            | US Postal by Berry Floor  | 14 h 58 min 38 s |
| 2 | José Antonio Pecharromán (ESP) | Paternina-Costa Almeria   | + 9 s            |
| 3 | Santiago Blanco (ESP)          | Colchón Relax-Fuenlabrada | + 1 min 58 s     |

### 5eétape
20-06-2003: Llívia-Manresa, 166,3 km :
|   | Cycliste               | Équipe            | Temps           |
| - | ---------------------- | ----------------- | --------------- |
| 1 | Óscar Freire (ESP)     | Rabobank          | 3 h 46 min 37 s |
| 2 | Ángel Vicioso (ESP)    | ONCE-Eroski       | m. t.           |
| 3 | René Haselbacher (AUT) | Team Gerolsteiner | m. t.           |

|   | Cycliste                       | Équipe                    | Temps            |
| - | ------------------------------ | ------------------------- | ---------------- |
| 1 | Roberto Heras (ESP)            | US Postal by Berry Floor  | 18 h 45 min 15 s |
| 2 | José Antonio Pecharromán (ESP) | Paternina-Costa Almeria   | + 9 s            |
| 3 | Santiago Blanco (ESP)          | Colchón Relax-Fuenlabrada | + 1 min 58 s     |

### 6eétape
21-06-2003: Molins de Rei-Vallvidrera, 13,1 km (clm):
|   | Cycliste                       | Équipe                   | Temps       |
| - | ------------------------------ | ------------------------ | ----------- |
| 1 | José Antonio Pecharromán (ESP) | Paternina-Costa Almeria  | 21 min 49 s |
| 2 | Roberto Heras (ESP)            | US Postal by Berry Floor | + 52 s      |
| 3 | Santiago Botero (COL)          | Team Telekom             | + 58 s      |

|   | Cycliste                       | Équipe                   | Temps            |
| - | ------------------------------ | ------------------------ | ---------------- |
| 1 | José Antonio Pecharromán (ESP) | Paternina-Costa Almeria  | 19 h 07 min 13 s |
| 2 | Roberto Heras (ESP)            | US Postal by Berry Floor | + 43 s           |
| 3 | Koldo Gil (ESP)                | ONCE-Eroski              | + 3 min 46 s     |

### 7eétape
22-06-2003: Sant Joan Despí-Barcelone, 128,0 km :
|   | Cycliste               | Équipe                   | Temps           |
| - | ---------------------- | ------------------------ | --------------- |
| 1 | Ángel Vicioso (ESP)    | ONCE-Eroski              | 3 h 08 min 00 s |
| 2 | George Hincapie (USA)  | US Postal by Berry Floor | m. t.           |
| 3 | Matthias Kessler (GER) | Team Telekom             | m. t.           |

|   | Cycliste                       | Équipe                   | Temps            |
| - | ------------------------------ | ------------------------ | ---------------- |
| 1 | José Antonio Pecharromán (ESP) | Paternina-Costa Almeria  | 22 h 15 min 13 s |
| 2 | Roberto Heras (ESP)            | US Postal by Berry Floor | + 43 s           |
| 3 | Koldo Gil (ESP)                | ONCE-Eroski              | + 3 min 46 s     |

## Classement général
|    | Cycliste                       | Équipe                    | Temps            |
| -- | ------------------------------ | ------------------------- | ---------------- |
| 1  | José Antonio Pecharromán (ESP) | Paternina-Costa Almeria   | 22 h 15 min 13 s |
| 2  | Roberto Heras (ESP)            | US Postal by Berry Floor  | + 43 s           |
| 3  | Koldo Gil (ESP)                | ONCE-Eroski               | + 3 min 46 s     |
| 4  | Rafael Casero (ESP)            | Paternina-Costa Almeria   | + 4 min 02 s     |
| 5  | Ivan Basso (ITA)               | Fassa Bortolo             | + 4 min 29 s     |
| 6  | Benjamín Noval (ESP)           | Colchón Relax-Fuenlabrada | + 4 min 36 s     |
| 7  | Guido Trentin (ITA)            | Cofidis                   | + 4 min 39 s     |
| 8  | Santiago Blanco (ESP)          | Colchón Relax-Fuenlabrada | + 5 min 28 s     |
| 9  | Daniel Atienza (ESP)           | Cofidis                   | + 5 min 45 s     |
| 10 | Evgeni Petrov (RUS)            | iBanesto.com              | + 5 min 55 s     |

## Classements annexes
|   | Cycliste                  | Équipe               | Points    |
| - | ------------------------- | -------------------- | --------- |
| 1 | Michael Rasmussen (DEN)   | Rabobank             | 83 Points |
| 2 | Aitor Kintana (ESP)       | Labarca 2-Café Baqué | 75 Points |
| 3 | Jesús María Manzano (ESP) | Kelme-Costa Blanca   | 52 Points |

|   | Cycliste                | Équipe                    | Points    |
| - | ----------------------- | ------------------------- | --------- |
| 1 | Josep Jufré (ESP)       | Colchón Relax-Fuenlabrada | 10 Points |
| 2 | Alberto Hierro (ESP)    | Labarca 2-Café Baqué      | 8 Points  |
| 3 | Joaquim Rodríguez (ESP) | ONCE-Eroski               | 8 Points  |

|   | Cycliste                       | Équipe                   | Points    |
| - | ------------------------------ | ------------------------ | --------- |
| 1 | Ángel Vicioso (ESP)            | ONCE-Eroski              | 79 Points |
| 2 | George Hincapie (USA)          | US Postal by Berry Floor | 54 Points |
| 3 | José Antonio Pecharromán (ESP) | Paternina-Costa Almeria  | 50 Points |

|   | Équipe                     | Pays    | Temps            |
| - | -------------------------- | ------- | ---------------- |
| 1 | Paternina-Costa de Almeria | Espagne | 66 h 55 min 56 s |
| 2 | iBanesto.com               | Espagne | + 5 min 07 s     |
| 3 | Colchón Relax-Fuenlabrada  | Espagne | + 5 min 22 s     |

## Évolution des classements
| Étape (Vainqueur d’étape)                 | Classement général       | Classement de la montagne | Classement par points | Classement par équipes     |
| ----------------------------------------- | ------------------------ | ------------------------- | --------------------- | -------------------------- |
| 0Étape 1 (clm/éq) (ONCE-Eroski)           | Xavier Florencio         | non-attribué              | non-attribué          | ONCE-Eroski                |
| 0Étape 2 (Bram de Groot)                  | Ángel Vicioso            | Rafael Casero             | Bram de Groot         | ONCE-Eroski                |
| 0Étape 3 (Aitor Kintana)                  | Roberto Heras            | Aitor Kintana             | Bram de Groot         | Paternina-Costa de Almeria |
| 0Étape 4 (Jesús María Manzano)            | Roberto Heras            | Aitor Kintana             | Matthias Kessler      | Paternina-Costa de Almeria |
| 0Étape 5 (Óscar Freire)                   | Roberto Heras            | Michael Rasmussen         | René Haselbacher      | Paternina-Costa de Almeria |
| 0Étape 6 (clm) (José Antonio Pecharromán) | José Antonio Pecharromán | Michael Rasmussen         | Ángel Vicioso         | Paternina-Costa de Almeria |
| 0Étape 7 (Ángel Vicioso)                  | José Antonio Pecharromán | Michael Rasmussen         | Ángel Vicioso         | Paternina-Costa de Almeria |